# Tatarskoje (obwód smoleński)
Tatarskoje (ros. Татарское сельское поселение) – jednostka administracyjna (osiedle wiejskie) wchodząca w skład rejonu monastyrszczińskiego w оbwodzie smoleńskim w Rosji.
Centrum administracyjnym osiedla wiejskiego jest wieś (ros. деревня, trb. dieriewnia) Tatarsk.

## Geografia
Powierzchnia osiedla wiejskiego wynosi 234,40 km², a jego głównymi rzekami są Wichra i Gorodnia.

## Historia
Osiedle powstało na mocy uchwały obwodu smoleńskiego z 2 grudnia 2004 r., z późniejszymi zmianami – uchwała z dnia 28 maja 2015 roku.

## Demografia
W 2020 roku osiedle wiejskie zamieszkiwało 1041 osób.

## Miejscowości
W skład jednostki administracyjnej wchodzi 53 miejscowości (wyłącznie dieriewnie): Andrusowo, Bochoto, Bolszyje Durawki, Bolszyje Staryszy, Chołm, Chotylewka, Chotiany, Dobrosielje, Griszyno, Kadino, Kamany, Kisłowiczi, Kolesniki, Krasatinka, Krasnaja Rajewka, Krietowo, Kriwieli, Krupiec, Kurowszczina, Małyje Durawki, Małyj Raj, Mignowiczi, Moksajewo, Naziemki, Obidowka, Oktiabrskoje, Piepielewka, Połom, Połom, Puzyriewo, Purygino, Rajewka, Siemorża, Słoboda, Słoboda, Słoboda, Sosonnik, Staraja, Starokadino, Swiekrowszczina, Szyszkowo, Tancy, Tarasowo, Tatarsk, Tichanowka, Tiszkowka, Turiemsk, Wieriewna, Wieriezuby, Wnukowo, Wysokoje, Zubowszczina, Żukowo.